# Epistelseite

Aufbau der heiligen Messe in der außerordentlichen Form. Die linke Spalte zeigt die Position des Priesters am Altar. Links die Evangelienseite, rechts die Epistelseite

Als Epistelseite bezeichnete man in der römisch-katholischen Kirche die rechte Seite eines Hochaltars. Auch bezeichnet man umgangssprachlich die rechte (bei geosteten Kirchen die südliche) Seite einer Kirche als Epistelseite (volkstümlich früher zuweilen Männerseite genannt).
In der bis zur Liturgiereform von 1969 gültigen Ordnung der heiligen Messe (Liturgie von 1962) sang oder las – im levitierten Hochamt und Pontifikalamt – der Subdiakon oder – in der Stillen Messe – der Priester auf dieser Seite des Altares die Epistel. Das Evangelium hingegen verkündete der Priester auf der anderen, der Evangelienseite. Deshalb trug der Ministrant das Buchpult nach dem Vortrag der Epistel auf die Evangelienseite.
Diese Form der Messfeier ist heute nur ausnahmsweise möglich (siehe Tridentinische Messe).
Auf der Epistelseite des Altars erfolgten folgende Riten und Gebete:
- Introitus
- Oratio
- Epistel
- Segnung des Wassers
- Bereitung des Kelches mit Wein und Wasser
- Händewaschung (Lavabo)
- Purifikation
- Postcommunio (Schlussgebet)

Zu Beginn und am Ende der Messe befindet sich das Messbuch auf der Epistelseite.